# Ou Ya Dav
Ou Ya Dav (tiếng Khmer: អូរយ៉ាដាវ) là một huyện ở tỉnh Ratanakiri, đông bắc Campuchia. Năm 1998, huyện này có dân số 10.898 người. Huyện này có 29 làng, nằm trong 7 xã.
Ou Ya Dav giáp với Andoung Meas cùng tỉnh ở phía bắc, Bar Kaev và Lumphat ở phía tây, huyện Ia Grai và huyện Đức Cơ, tỉnh Gia Lai (Việt Nam) ở phía đông, huyện Kaoh Nheaek, tỉnh Mondulkiri ở phía nam. Cửa khẩu quốc tế Ou Ya Dav đối diện với cửa khẩu quốc tế Lệ Thanh của Việt Nam. Quốc lộ 78 của Campuchia nối với quốc lộ 19 của Việt Nam qua cặp cửa khẩu này, giúp nối Ratana Kiri với cảng Bình Định ở biển Đông.

## Các xã

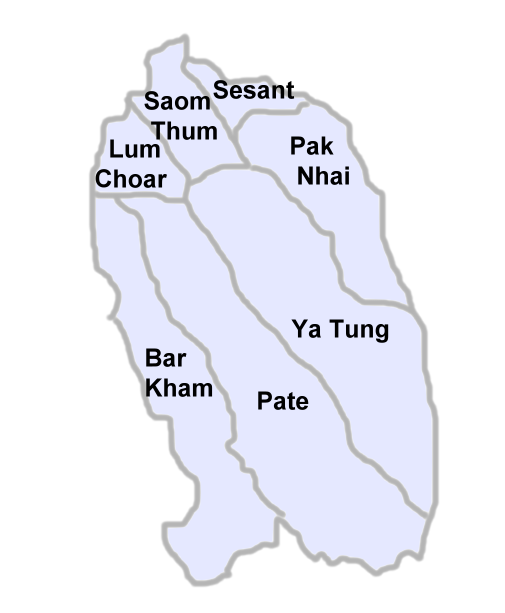
Bản đồ Ou Ya Dav với các xã

| Xã (khum) | Làng (phum)                                    | Dân số (1998) |
| --------- | ---------------------------------------------- | ------------- |
| Bar Kham  | Tung, Deh, Plor, Kok Pnong, Ta Kok Chray, Pril | 1.392         |
| Lum Choar | Pralae, Ka Te, Trang, Un                       | 1.385         |
| Pak Nhai  | Pak Thum, Pak Touch, Pak Por, Lam              | 2.156         |
| Pate      | Plang, Kong Thum, Pa Ar, Kong Yu               | 1.329         |
| Sesant    | Ka Tang, Phi, Pa Dal                           | 921           |
| Saom Thum | Saom Klueng, Saom Trak, Saom Kol               | 1.964         |
| Ya Tung   | Ten Ngol, Peak, TenSoh, Dar, Sam               | 1.751         |